# Estrogonofe

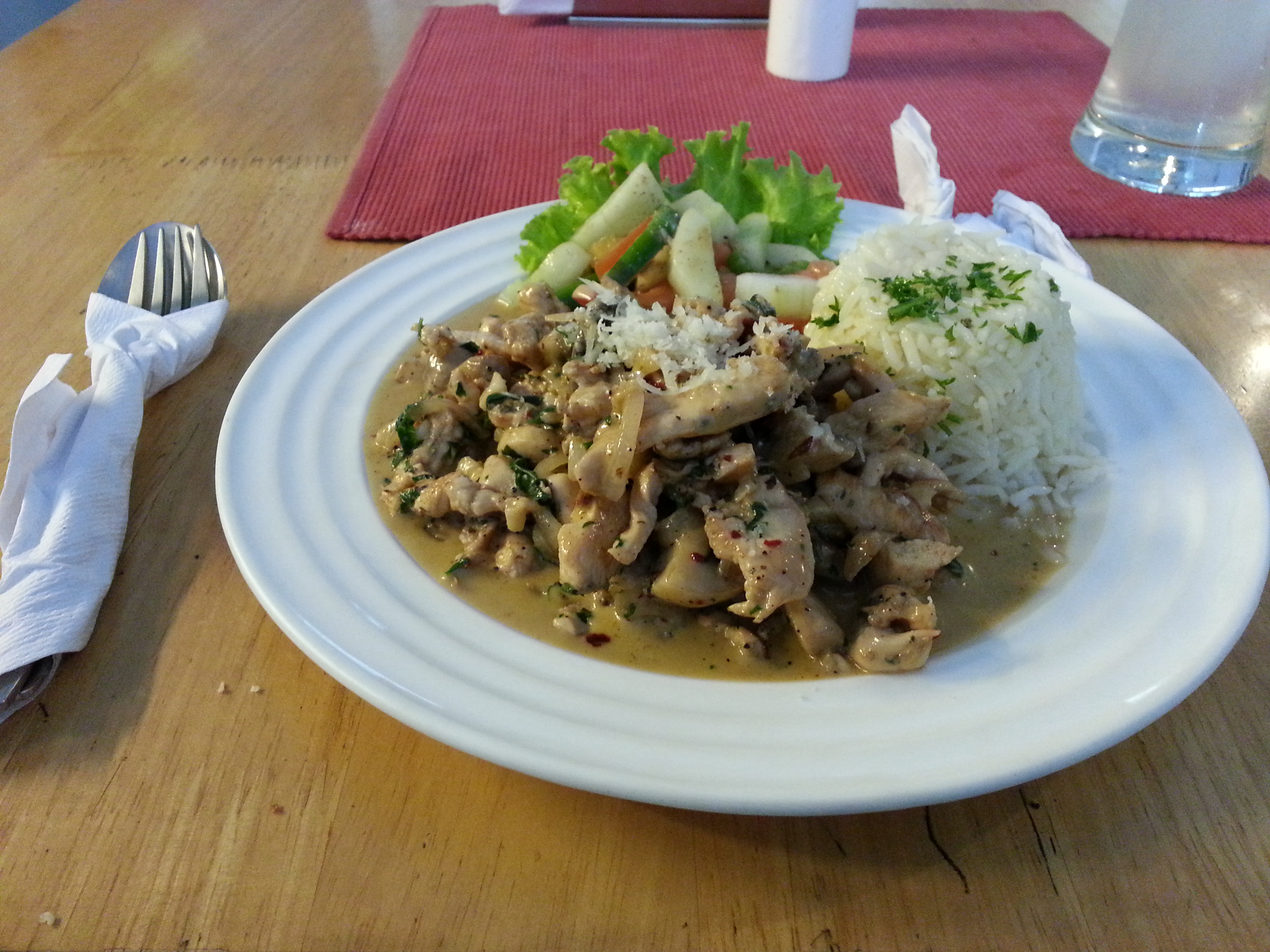
Strogonoff de frango

Estrogonofe (do russo строганов, stroganov) é um prato originário da culinária russa composto de cubos de carne ou legumes, servidos num molho de creme de leite. Desde suas origens no século XIX, o prato popularizou-se em muitos países europeus, norte-americanos e no Brasil, sempre com variações consideráveis da receita original.

## Histórico
Elena Molokhovets, uma conhecida chef de cozinha russa, mostrou, em seu livro Um presente para jovens donas de casa (em russo Подарок молодым хозяйкам), a primeira receita conhecida para Govjadina po-strogonovski, s gorchitseju ("Estrogonofe de carne com mostarda") que consistia de cubos empanados de carne num molho de mostarda e um caldo de legumes (bouillon) finalizado com uma pequena porção de creme azedo (sour cream), sem cebolas ou cogumelos adicionados a receita.
Uma receita de 1912 adicionou cebolas, e extrato de tomate sendo servida também com batatas-palito, que são consideradas uma tradicional "decoração" para comida na Rússia. A versão dada em 1938 na Larousse gastronomique incluia bife em tiras e cebolas, com mostarda ou extrato de tomate opcionais.
Após a queda do Império Russo, a receita se popularizou em hotéis e restaurantes da China antes do início da II Guerra Mundial. Imigrantes russos e chineses, assim como servidores estadunidenses que trabalhavam na China pré comunista, foram responsáveis em trazer diversas variações a receita tradicional, bem como por tonar a receita popular a partir dos anos 50.
Na França, recebeu os Champignons e foi prato sofisticado do restaurante Maxim's, embora hoje tenha se popularizado, não tendo mais seu antigo grande prestígio junto à gastronomia.
Com a sua popularização, em alguns países é possível observar o preparo de panquecas ou batatas assadas (tipo inglesas) com Estrogonofe. As muitas variações da comida incluem: com vinho, com milhos, com palmito, com ketchup ao invés de extrato de tomate e etc.
As versões norte-americanas e australiana da receita geralmente são preparadas com tiras de bife, mas também podem ser incluídos bacon, cogumelos e cebolas. O molho pode ser engrossado com nata azeda e servido com arroz (EUA e Austrália) ou macarrão (mais comum nos EUA). Era o prato preferido do presidente norte-americano Abraham Lincoln, e do famoso ator Charles Chaplin.
O estrogonofe é bastante popular no Brasil e em Portugal, onde existem muitas variações, podendo ser utilizado carne bovina, frango ou camarões. A principal característica do estrogonofe luso é o uso de molho de tomate ou ketchup[carece de fontes?], misturado com o creme de leite e cogumelos. Além disso, é sempre servido com uma porção de arroz branco e batata palha, enquanto que na Rússia é geralmente servido com batatas cozidas.
Estrogonofe também é popular na Suécia e Noruega. Na Suécia, uma variante comum, é o estrogonofe de linguiça, que usa a tradicional linguiça sueca chamada falukorv como substituta para a carne.

## O nome
Existem várias explicações para o nome desse prato, presume-se que seja derivado do nome de algum membro da grande e importante família Stroganov, talvez Alexander Grigorievich Stroganoff de Odessa ou o Conde Pavel Stroganov. Outra versão diz que o nome do prato viria de uma rica família de Veliky Novgorod, próxima a São Petersburgo, de amigos de Voltaire e influentes junto a Catarina, a Grande. A iguaria teria sido criada no século XIX por um cozinheiro francês que trabalhava para essa família.
Uma competição de 1890 é algumas vezes mencionada por ter "batizado" o prato, mas tanto a receita quanto o nome existiam antes desse evento.